# Kriminalistická biologie
Kriminalistická biologie je aplikovanou biologickou vědou, která slouží kriminalistické praxi vyhledáváním, zajišťováním, zkoumáním a vyhodnocováním biologických stop lidského, zvířecího a rostlinného původu.
Hlavním úkolem kriminalistické biologie je identifikace osob, která se buďto uskuteční na úrovni určení skupinové příslušnosti nebo na úrovni individuální identifikace.
V poslední době je zvláště významná identifikace pomoci DNA.

## Objekty kriminalistické biologie
Biologický materiál jako objekt zkoumání lze rozdělit do několika skupin.

### Biologický materiál lidského původu
S tímto materiálem se setkáváme v kriminalistice nejčastěji. Vytváří biologické stopy podle následujících způsobů oddělení od lidského organismu:
- samovolně odloučený materiál bez použití jakéhokoli násilí (moč, lejno, pot, sliny, slzy, ejakulát, vypadlé vlasy a chlupy, nosní sekret, poševní sekret, zvratky, menstruační krev, plodová voda, placenta)
- materiál oddělený od lidského organismu působením zevního násilí (krev, části tkání a orgánů, vytržené či odstřižené vlasy, části kostí)
- materiál pocházející ze zaniklého organismu (celé mrtvoly či jejich části, kosti a kostrové nálezy)

### Biologický materiál zvířecího původu
Kriminalistická biologie se tímto materiálem zabývá zpravidla pouze do té doby, než je bezpečně prokázáno, že se skutečně jedná o materiál zvířecího původu – např. ale v případě neoprávněného usmrcení vzácného nebo drahého zvířete, v případech napadení člověka zvířetem, v případech útěků zvířat ze zoologických zahrad apod. se rovněž zkoumá biologický materiál zvířecího původu

### Biologický materiál rostlinného původu
Jen výjimečně je předmětem kriminalistického zájmu.
V minulosti byly biologickými metodami zkoumány rostlinné drogy, v současnosti jsou tyto drogy identifikovány chemickými metodami.
V úvahu přichází biologická identifikace tabákových výrobků a nejrůznějších rostlinných zbytků spojených s konkrétní událostí.

## Hlavní druhy biologických stop a jejich výskyt
V kriminalistice se nejčastěji setkáme s následujícími biologickými materiály: krev, sliny, ejakulát, vlasy, chlupy, moč, kostní a kostrové nálezy.
Ostatní druhy biologických stop se vyskytují vzácně.
Podle vztahu jejich zůstavitele k objasňované události dělíme biologické stopy na:
- stopy pocházející z organismu pachatele
- stopy pocházející z organismu oběti
- stopy pocházející z organismu jiné (nezúčastněné) osoby
- směsné stopy – pocházející z organismů nejméně dvou osob

Podle místa nálezu dělíme biologické stopy nalezené:
- na místě činu
- na předmětech a nástrojích, kterými byl spáchán trestný čin
- na oděvních součástkách a těle pachatele
- na oděvních součástkách a těle oběti
- na vozidlech
- na dalších předmětech a místech (např. místo úkrytu oběti apod. )

Pro některé objasňované události je nález určitých druhů biologických stop typický (nejčastěji se biologické stopy nalézají v souvislosti s trestnými činy proti životu a zdraví):
- vražda novorozeného dítěte matkou (plodová voda, krev)
- znásilnění a pohlavní zneužívání (ejakulát, poševní sekret, krev)

Nález přichází v úvahu např. i na nedopalcích cigaret, na dopisních obálkách, na oděvních součástkách, na motorových vozidlech apod.

## Vyhledávání biologických stop
Stopy můžeme rozdělit na
- viditelné (krev, lejno, kosti, útržky tkání apod. )
- neviditelné (moč, pot, sliny, slzy apod. )

Nezbytnou podmínkou při vyhledávání stop je trpělivost a dobré osvětlení.
Zvlášť opatrně a pečlivě je třeba vyhledávat biologické stopy na objektech, které mají podobnou barvu nebo jedná-li se o velmi malá množství biologických materiálů.
Vyhledávání biologických stop lze usnadnit pomocí ultrafialového záření, pod kterým některé biologické stopy fluoreskují či se naopak jeví jako tmavé skvrny.
Pro detekci krve lze použít postřik prověřovaných míst luminolem (fluorescence krevních stop) nebo reakci s o-tolidinem (modré až modrozelené zbarvení přítomnosti krve), zkoušky ale nejsou specifické a navíc hrozí i nebezpečí poškození biologického materiálu.

## Zajišťování biologických stop
Zajišťování stop má kromě obecných požadavků svá specifika:
- Biologických stop se nelze nikdy dotýkat holou rukou (hrozí nebezpečí přenosu vlastních biologických materiálů na stopu a tím její pozměnění a nebezpečí infekce a ohrožení vlastního zdraví. Vždy se pracuje s naprosto čistými nástroji a obaly (s výjimkou požadavků na zkoumání DNA není nutné používat sterilní nástroje a obaly).
- Pokud je to technicky proveditelné, tak se zajišťují celé předměty, které jsou nositeli biologických stop (zabrání se tím možným chybám při zajišťování stop).
- V případech, kdy nelze stopy získat s jejich nosiči, je potřebné jejich sejmutí z podkladového materiálu (byla vypracována řada metod – seškrabování ostrým nástrojem, smývání materiálu na vatový tampón), při tomto způsobu je zapotřebí zajistit i vzorek podkladového materiálu, a to zpravidla stejným způsobem, kterým se zajišťovala stopa).
- Biologické stopy se včetně jejich nosičů zasílají ke zkoumání suché, nikoli vlhké nebo dokonce mokré. Nevysušené materiály snadno podléhají biochemickému rozkladu, jsou napadány plísněmi, podléhají hnilobným změnám. Vysušení materiálů musí probíhat pouze při pokojové teplotě; v případě např. nálezu tekuté krve je třeba konzultovat příslušné odborníky – za splnění určitých podmínek lze tyto materiály předat ke zkoumání i v tekutém nebo mokrém stavu.
- Nejvhodnější obalový materiál pro zajišťování biologických stop je čistý papír (prostupný pro vodní páry, čímž dovoluje případné dosychání biologických stop, naopak nevhodné jsou sáčky z plastických hmot, které nejsou průlinčité a případná zbylá vlhkost nebo vlhkost zkondenzovaná působí na biologické stopy negativně; tekuté biologické materiály se zajišťují do skleněných obalů (zkumavky, láhve) , stejně se zajišťují stopy seškrábané nebo sejmuté na vatový tampón).
- Je třeba zajistit veškeré nalezené biologické materiály (na místě totiž nelze zjistit, zda všechny nalezené materiály pocházejí z organismu jednoho jedince).
- Zajišťování srovnávacích materiálů je často záležitostí zdravotnických zařízení (odběr krve, ejakulátu), některé odběry provádí kriminalistický technik, pro účely zkoumání DNA se srovnávací materiály získávají stěrem povrchu vnitřní plochy ústní dutiny.

## Možnosti kriminalisticko-technického zkoumání biologických stop
Kriminalisticko-technické zkoumání biologických stop je rozděleno do 4 etap:
- 1. etapa: má odpovědět na otázku, zda nalezený objekt může mít charakter biologické stopy, tedy zda se jím nadále budeme zabývat, pro tyto účely slouží orientační zkoušky (ultrafialovým zářením, luminolem apod. ).
- 2. etapa: druhou etapu představují zkoušky specifické, které si kladou za cíl jednoznačné určení, zda se jedná o biologický materiál (pomocí mikrokrystalografických zkoušek).
- 3. etapa: je orientována na rozlišení materiálu lidského a zvířecího původu (pomocí imunologických reakcí, apod. ).
- 4. etapa: je zaměřena na bližší specifikaci biologických materiálů lidského původu. Typickým vyšetřením lidského biologického materiálu zaměřeným na bližší určení osoby je určení skupinových vlastností biologické stopy (např. u krve systém AB0); k individuální identifikaci osoby jsou využívány metody molekulární biologie, tj. metody zkoumání (porovnávání) DNA.

Uvedené 4 etapy zkoumání nemusí být vždy striktně dodrženy, v řadě případů lze jedním zkoumáním odpovědět současně na několik etap.